# Montes Lepinos
Los montes Lepinos (en italiano, Monti Lepini) son una sierra en el Lacio, Italia central. Forman parte de los Antiapeninos del Lacio, una cordillera que queda enfrente de la principal cadena de los Apeninos y que se despliega hacia el mar Tirreno. Se sitúan a caballo entre las provincias de Latina y de Roma y con una pequeña extensión en la provincia de Frosinone.
La sierra limita al norte con las Colinas Albanas, al este con el valle Latino, al sur con los Montes Ausonios y al oeste con la llanura Pontina. El pico más alto es el Monte Semprevisa (1.536 m s. n. m.).
El nombre deriva probablemente del latín lapis ("piedra"), refiriéndose a la roca caliza de las montañas. En los tiempos antiguos la zona estuvo habitada por los volscos.
El rasgo natural más destacado son los Jardines de la Ninfa. Hay también numerosas grutas, incluyendo algunas de las más significativas de la Italia central. Entre la fauna de estas montañas están el halcón peregrino, el buitre y el lobo de los Apeninos (Canis lupus italicus, es controvertido que sea una subespecie).